# Лісосавана басейну Вікторії
Лісосавана басейну Вікторії або Мозаїка лісу та савани басейну Вікторії (ідентифікатор WWF: AT0721) — афротропічний екорегіон тропічних та субтропічних луків, саван і чагарників, розташований в Східній Африці.

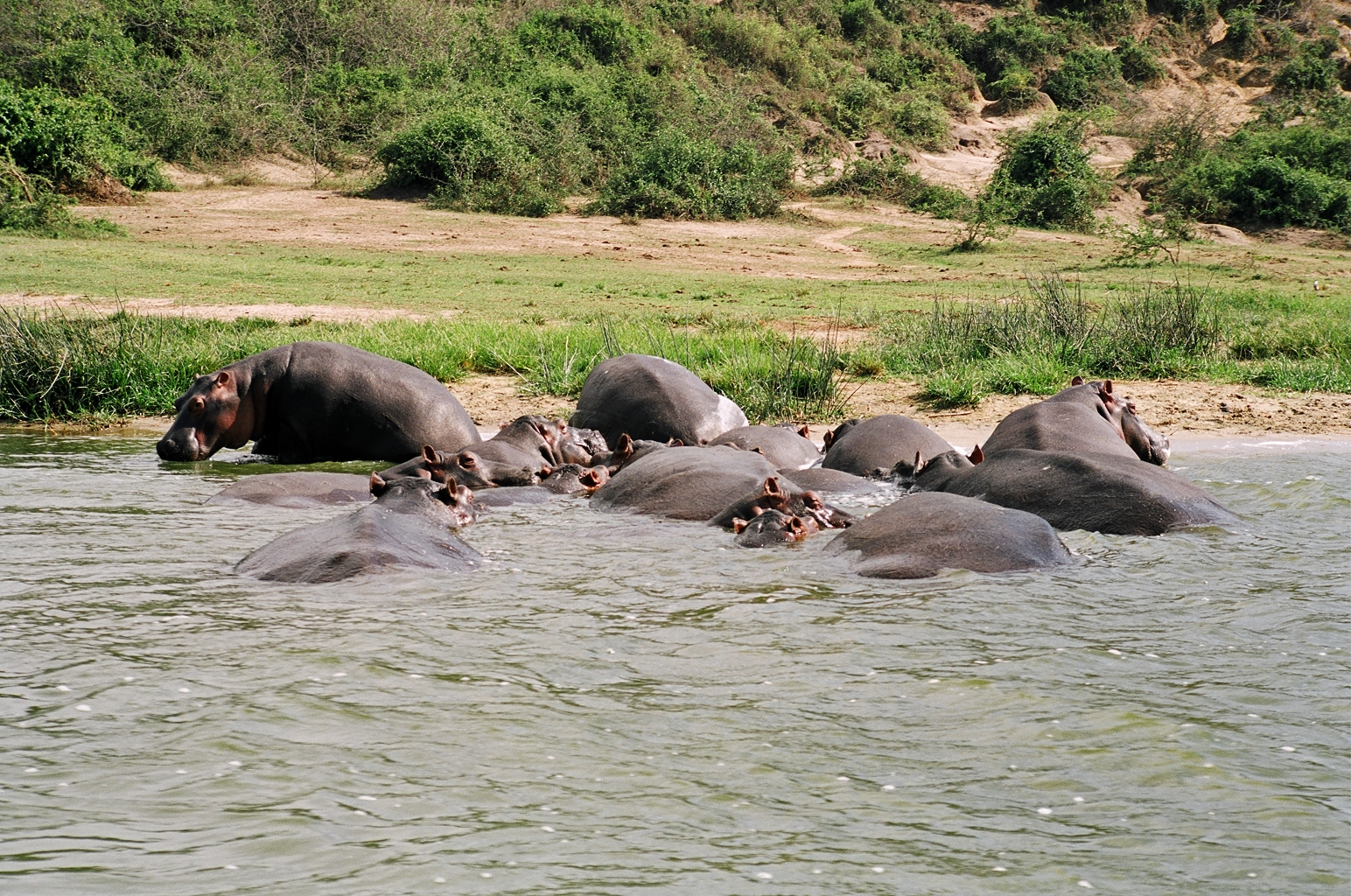
Бегемоти в Протока Казінга (Національний парк королеви Єлизавети, Уганда)

## Географія
Екорегіон лісосавани басейну Вікторії охоплює територію, розташовану на північ і захід від озера Вікторія, найбільшого озера Африки, на висоті від 800 до 1500 м над рівнем моря. На заході він обмежений горами Альбертінського рифту, де поширені високогірні афромонтанські ліси. Ці гори відділяють екорегіон від конголезьких дощових лісів, розташованих в басейні Конго. На сході лісосавани басейну Вікторії обмежені горами Східного рифту, до поширені східноафриканські гірські ліси. На півночі екорегіон переходить у більш суху східносуданську савану, а на південному заході — у міомбові рідколісся Центральної Замбезії. Північно-східна частина екорегіону розташована на кордоні Ефіопії та Південного Судану. На сході вона обмежена Ефіопським нагір'ям, на заході переходить у східносуданську савану, а на півдні — у північні акацієво-комміфорові чагарники та хащі.

## Клімат
На більшій частині екорегіону переважає саванний клімат (Aw за класифікацією кліматів Кеппена), однак в деяких районах Уганди на північ від озера Вікторія поширений екваторіальний клімат (Af за класифікацією Кеппена). Середньорічна максимальна температура становить 24-27 °C, середньорічна мінімальна температура — 15-18 °C. Середньорічна кількість опадів переважно коливається від 1000 мм до 1400 мм, однак в деяких частинах регіону, зокрема на островах Сесе та в північно-східному анклаві, вона перевищує 2000 мм, а в околицях озера Едуард — становить лише 700 мм. Два сезони дощів тривають з березня по травень та з серпня по листопад.

## Флора
Рослинний покрив екорегіону представлений великими ділянками саван та лісів, які перемежовуються меншими ділянками лісу. В долинах річок та на берегах озер зустрічаються заболочені ділянки, де поширені зарості папірусу (Cyperus papyrus). Основними рослинними угрупованнями екорегіону є напіввічнозелені дощові ліси, перехідні дощові ліси, вологі та сухі луки, порослі комбретумами (Combretum spp.) та іншими деревами, вічнозелені та напіввічнозелені чагарники та хащі, едафічні луки, порослі деревами, та заболочені ліси.
На північ від озера Вікторія та на південний схід від озера Альберт поширені напіввічнозелені дощові ліси. За визначенням Френка Вайта, вони є більш сухою і біднішою з флористичної точки зору варіацією периферійних напіввічнозелених гвінейсько-конголезьких дощових лісів, поширених на сході басейну Конго. Серед дерев, що ростуть в цих лісах, слід відзначити великолисту альбіцію (Albizia grandibracteata), альстонію Буна (Alstonia boonei), африканський анчар (Antiaris toxicaria subsp. africana), африканську іту (Celtis adolfi-friderici), африканський каркас (Celtis africana), прямолистий каркас (Celtis gomphophylla), червоноплідний каркас (Celtis mildbraedii), каркас Ценкера (Celtis zenkeri), білу гамбею (Gambeya albida), угандійське залізне дерево (Cynometra alexandri), ангольську ентандрофрагму (Entandrophragma angolense), циліндричну ентандрофрагму (Entandrophragma cylindricum), корисну ентандрофрагму (Entandrophragma utile), велику голоптелію (Holoptelea grandis), східноафриканську хаю (Khaya anthotheca), великолисту хаю (Khaya grandifoliola), зонтичне дерево (Maesopsis eminii), високий мільбредодендрон (Mildbraediodendron excelsum), африканське тикове дерево (Milicia excelsa), африканську шовковицю (Afromorus mesozygia), африканський зеленосердечник (Piptadeniastrum africanum), найвищу анінгерію (Aningeria altissima) та африканський мускатний горіх (Pycnanthus angolensis). Внаслідок антропогенного тиску значна частина лісів екорегіону перетворилася на савани або була повністю знищена, а території, де вони росли, були перетворені на поля та плантації. Найбільшим масивом збережених напіввічнозелених лісів є ліс Мабіра, розташований в Уганді.
На сході і заході екорегіону поширені дощові ліси, які становлять перехідну зону між рівнинними гвінейсько-конголезькими лісами та високогірними афромонтанськими лісами. В перехідних лісах зустрічаються як рівнинні, так і гірські види дерев, зокрема китайський алангіум (Alangium chinense), камеденосна альбіція (Albizia gummifera), африканська біла груша (Apodytes dimidiata), прямолистий каркас (Celtis gomphophylla), горонгоську гамбею (Gambeya gorungosana), барабанне дерево (Cordia millenii), зонтична егретія (Ehretia cymosa), ангольська ентандрофрагма (Entandrophragma angolense), мадагаскарська харунгана (Harungana madagascariensis), капська макаранга (Macaranga capensis), зонтичне дерево (Maesopsis eminii), мускатникова монодора (Monodora myristica), великочашечкова необутонія (Neoboutonia macrocalyx), ньютонія Б'юкенена (Newtonia buchananii), найвища анінгерія (Aningeria altissima), африканська вишня (Prunus africana), еліптичний ширакіопсіс (Shirakiopsis elliptica), стромбозія Шеффлера (Strombosia scheffleri), гвінейський сизигіум (Syzygium guineense), туррея Хольсті (Turraea holstii) та африканське лимонне дерево (Xymalos monospora).
Вздовж нижньої течії річки Кагера, яка впадає в озеро Вікторія з заходу і тече вздовж кордону Танзанії та Уганди, поширені заболочені ліси. Танзанійська частина цих лісів відома як ліс Мінзіро, а угандійська — як ліси Санго-Бей. Основу цих лісів складають незвичні байкії (Baikiaea insignis subsp. minor) та афрокарпуси Дейва (Afrocarpus dawei).

## Фауна
Багата фауна екорегіону включає як види, характерні для лісів Центральної Африки, так і види, характерні для саван Східної Африки. Серед великих травоїдних тварин, поширених в регіоні, слід відзначити саванних слонів (Loxodonta africana), африканських бородавочників (Phacochoerus africanus), північних жирафів (Giraffa camelopardalis), африканських буйволів (Syncerus caffer), північних бушбоків (Tragelaphus scriptus), смаглявих кобів (Kobus ellipsiprymnus), звичайних редунок (Redunca redunca) та конгоні (Alcelaphus buselaphus). Раніше тут зустрічалися північні білі носороги (Ceratotherium simum cottoni), однак наразі вони вимерли. Серед поширених в регіоні хижаків слід відзначити левів (Panthera leo), африканських леопардів (Panthera pardus pardus), звичайних каракалів (Caracal caracal), сервалів (Leptailurus serval), плямистих гієн (Crocuta crocuta), смугастих шакалів (Lupulella adusta) та чепрачних шакалів (Lupulella mesomelas), а серед приматів — павіанів-анубісів (Papio anubis),  танталових мартишок (Chlorocebus tantalus), рудих патасів (Erythrocebus patas) та східні герези (Colobus guereza). В річках регіону та в озері Вікторія зустрічаються нільські крокодили (Crocodylus niloticus) та звичайні бегемоти (Hippopotamus amphibius). Ендеміками екорегіону є місячні білозубки (Crocidura selina) та багномиші Ісселя (Pelomys isseli).
В межах екорегіону зустрічається близько 280 видів птахів, серед яких слід відзначити китоголовів (Balaeniceps rex), африканських косарів (Platalea alba), сенегальських ябіру (Ephippiorhynchus senegalensis), зимуючих північних шилохвостів (Anas acuta) та інших водно-болотних птахів. Ендеміками екорегіону є руандійські лібії (Lybius rubrifacies), строкатоспинні ткачики (Ploceus spekeoides) та папірусові щедрики (Crithagra koliensis).

## Збереження
Оцінка показала, що 14 % екорегіону є заповідними територіями. Природоохоронні території включають: Національний парк королеви Єлизавети, Національний парк водоспаду Мерчисона, Національний парк озера Мбуро, Лісовий заповідник Мабіра в Уганді, Національний парк Акагера в Руанді, Лісовий заповідник Мінзіро в Танзанії, Лісовий заповідник Какамега в Кенії та Національний парк Вірунґа в ДР Конго.